# Blausee
Blausee (Duits voor “blauw meer”) is een klein meer in Zwitserland, gelegen in de Kandervallei boven Kandergrund, op 887 meter hoogte. Het meer ligt vlak bij de rivier Kander. Het meer kan worden bereikt per bus vanaf de treinstations van Frutigen en Kandersteg.

## Geschiedenis
De Blausee is rond 13.000 voor Christus ontstaan tijdens een aardverschuiving. Het meer ligt in de resten van deze aardverschuiving.
Het meer en het omliggende land werden in 1878 aangekocht door de zakenman Johann Leemann-Boller. Dankzij de ontwikkelingen in de vallei, zoals de aanleg van spoorwegen, trok het gebied steeds meer toeristen. Hierbij werd de Blausee een populaire attractie. Er liggen om het meer een hotel en restaurant, die het hele jaar door open zijn.

## Achtergrond

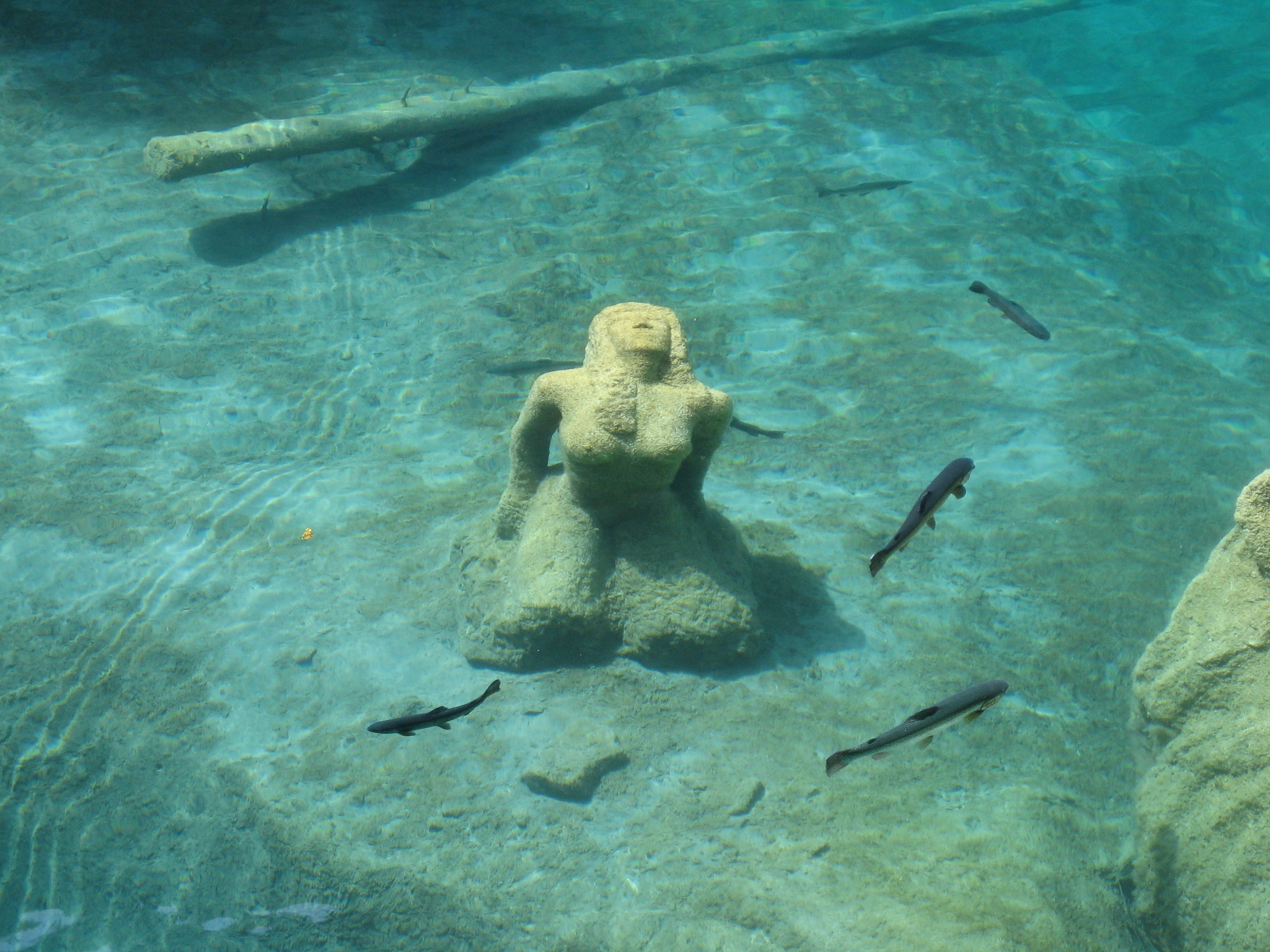
Sculptuur in het meer

De Blausee ligt in een 20 hectare groot natuurpark. Het water van het meer komt uit onderaardse bronnen, en is derhalve glashelder. Zelfs op het diepste punt is de bodem perfect te zien.
De blauwe tot blauwgroene kleur van het meer ontstaat doordat de langere golflengtes (rood) van het invallende licht meer door het water worden geabsorbeerd dan de kortere golflengtes (groen en blauw). Volgens een lokale legende dankt het meer zijn blauwe kleur aan de blauwe ogen van een jonge vrouw, die bij het meer treurde om de dood van haar geliefde. De kunstenaar Raffael Fuchs maakte in 1998 een standbeeld gebaseerd op deze legende, dat tegenwoordig in het meer te zien is.

## Galerij

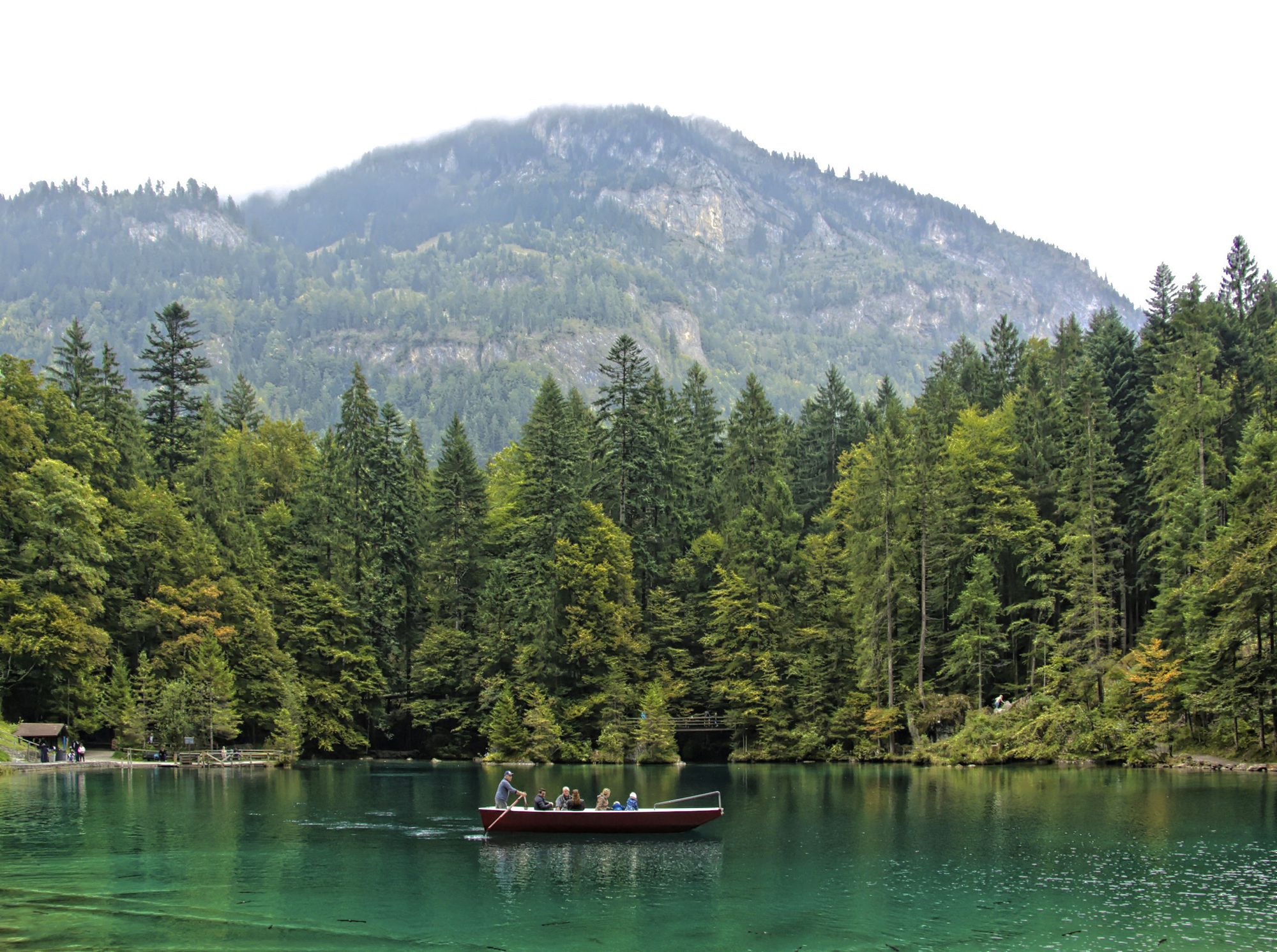
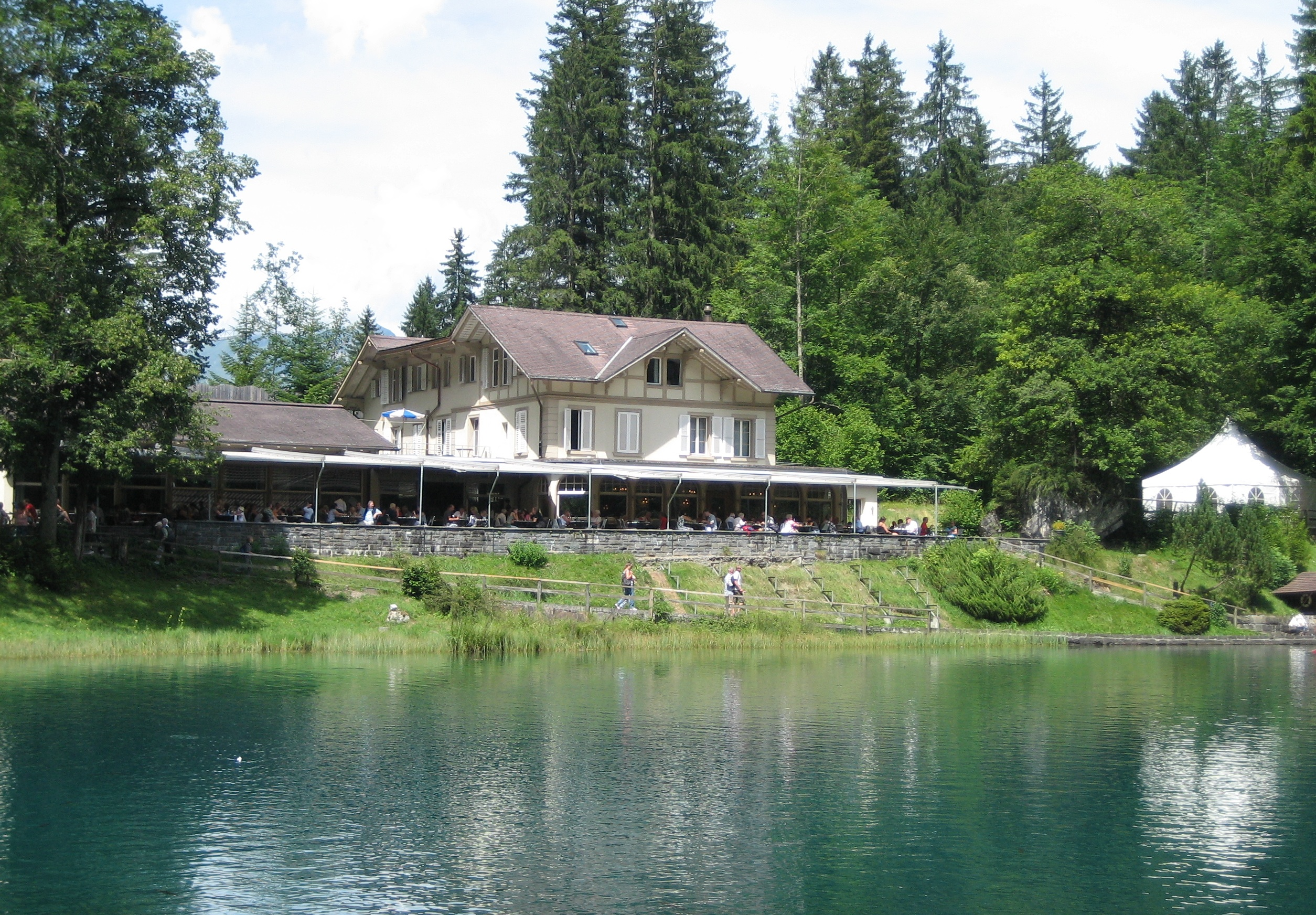
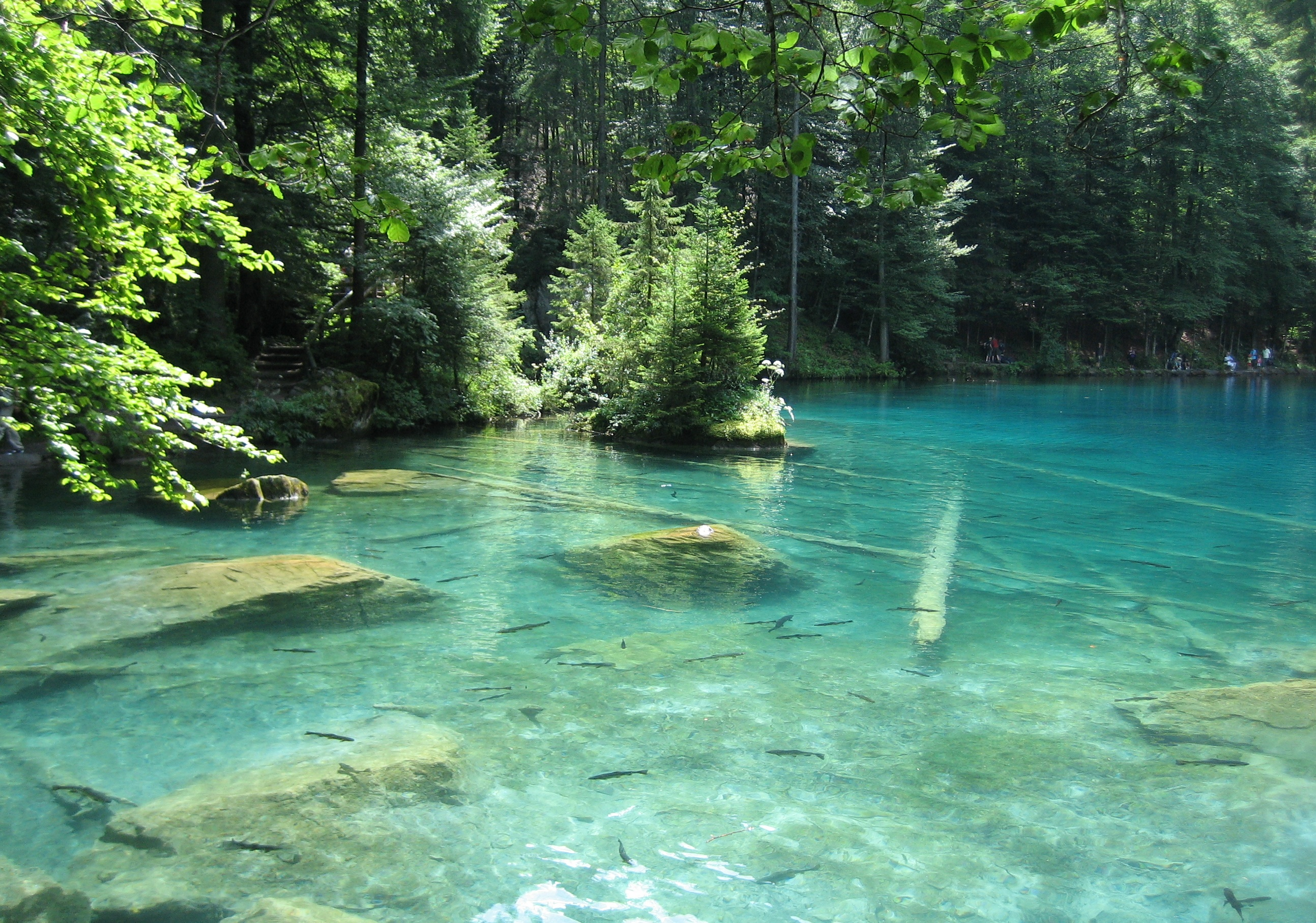
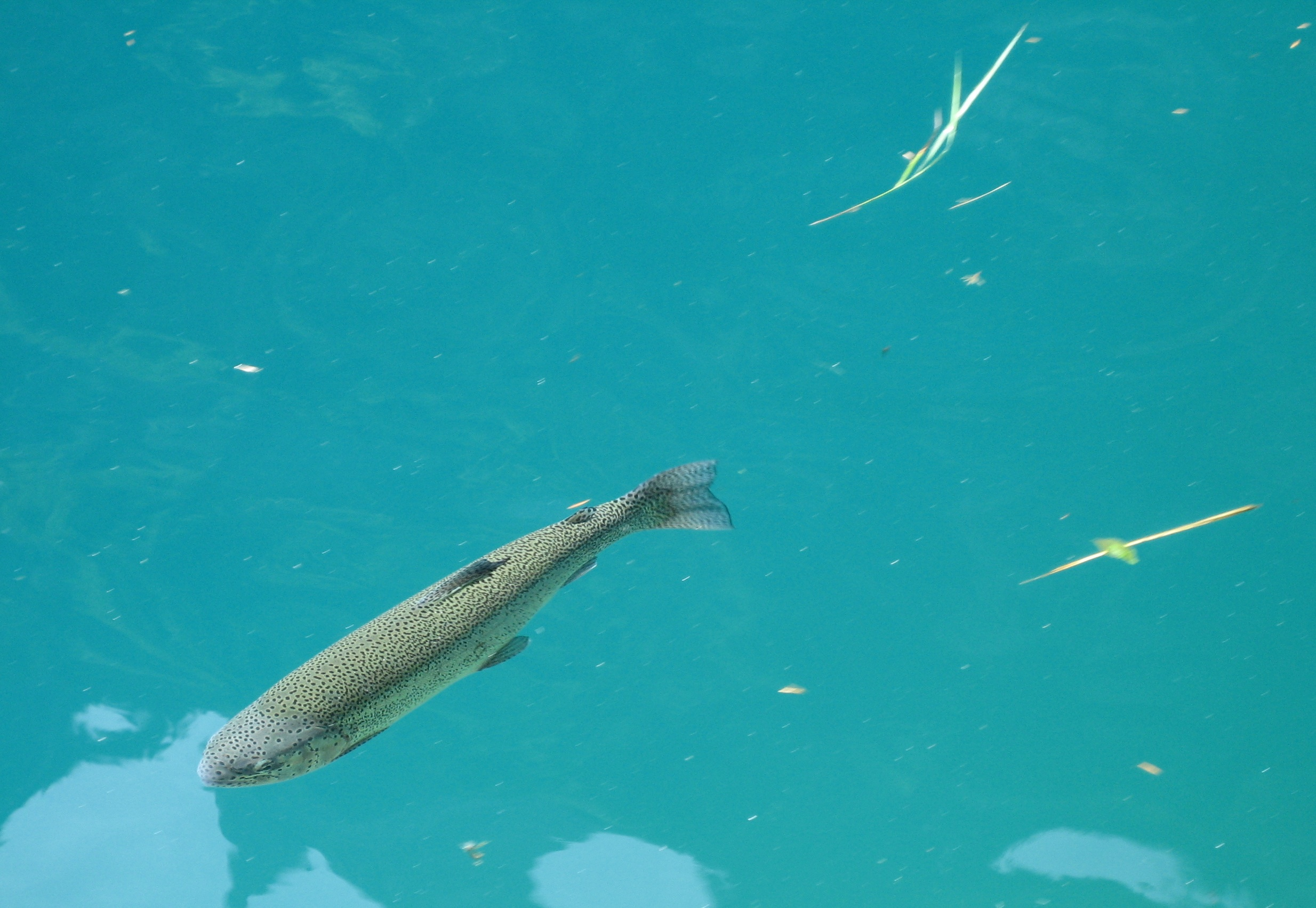
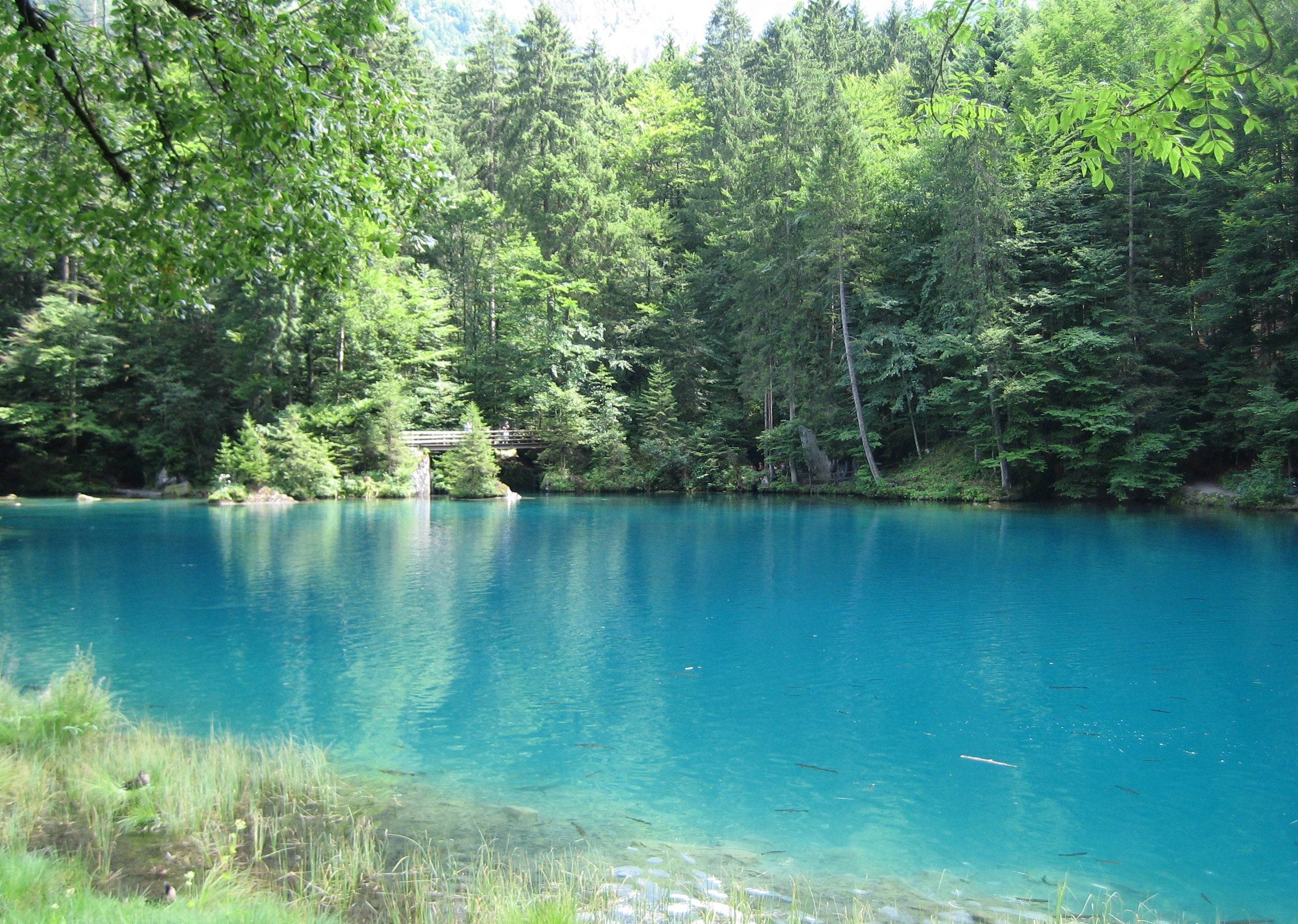